# Liste der portugiesischen Botschafter in Norwegen
Die Liste der portugiesischen Botschafter in Norwegen listet die Botschafter der Republik Portugal in Norwegen auf. Die beiden Staaten unterhalten seit 1895 diplomatische Beziehungen.
1906 eröffnete Portugal eine Legation in der norwegischen Hauptstadt Christiania (seit 1924 Oslo), als erster Botschafter Portugals in Norwegen übernahm im Juni 1906 António Feijó, Portugals Botschafter mit Amtssitz Stockholm (Schweden), die Leitung der Legation. Seit dem 14. Mai 1927 war die Legation in Oslo mit einem eigenen ständigen Vertreter besetzt, 1957 wurde sie zur vollen Botschaft erhoben.
Heute residiert die portugiesische Botschaft dort in der Josefinesgate 37. Zudem bestehen Honorarkonsulate Portugals in Bergen, Fredrikstad, Kristiansand, Stavanger und Trondheim.

## Missionschefs
| Name                                                                            | Bild     | Amtszeit                             | Anmerkungen |
| Norwegen                                                                        | Norwegen | Norwegen                             | Norwegen |
| ------------------------------------------------------------------------------- | -------- | ------------------------------------ | --- |
| António de Castro Feijó                                                         |          | 1906                                 | Ministro Plenipotenciário mit Amtssitz Stockholm, am 16. Juni 1906 akkreditiert                                                            |
| José Jorge Rodrigues dos Santos                                                 |          | 1916–1918                            | Ministro Plenipotenciário mit Amtssitz Stockholm                                                                                           |
| Francisco Roberto da Silva Ferrão de Carvalho Martens (Conde de Martens Ferrão) |          | 9. September 1918 –September 1926    | Ministro Plenipotenciário mit Amtssitz Stockholm                                                                                           |
| Justino de Montalvão Coelho                                                     |          | 14. Mai 1927 –1. April 1930          | Ministro Plenipotenciário, erster portugiesischer Botschafter mit Amtssitz Oslo                                                            |
| José da Costa Carneiro                                                          |          | 30. Juni 1930 –29. April 1933        | Ministro Plenipotenciário |
| l. Severin Skougaard Lund                                                       |          | 29. April 1933 –27. November 1933    | Übergangs-Geschäftsträger |
| Amadeu Ferreira de Almeida Carvalho                                             |          | 28. November 1933 –14. März 1939     | Ministro Plenipotenciário, am 6. Dezember 1933 akkreditiert                                                                                |
| José Mendes de Vasconcelos Guimarães (Riba-Tâmega)                              |          | 15. Mai 1939 –19. Juni 1940          | Ministro Plenipotenciário, am 25. Mai 1939 akkreditiert                                                                                    |
| António Augusto Leite Faria                                                     |          | 29. März 1945–?                      | Ministro Plenipotenciário, am 16. April 1945 bei der Exilregierung Norwegens akkreditiert                                                  |
| Henrique Bacelar Caldeira Queiroz                                               |          | 31. Mai 1945 –16. Februar 1946       | Geschäftsträger |
| Fernando Quartim de Oliveira Bastos                                             |          | 17. Februar 1946 –17. September 1948 | Ministro Plenipotenciário, am 26. Februar 1946 akkreditiert                                                                                |
| Manuel Anselmo Gonçalves Castro                                                 |          | 17. September 1948 –29. Januar 1949  | Geschäftsträger |
| João de Deus Bataglia Ramos                                                     |          | 30. Januar 1949 –4. März 1951        | Ministro Plenipotenciário |
| Álvaro Brilhante Laborinho                                                      |          | 1950                                 | Übergangs-Geschäftsträger |
| Luís de Castro e Almeida Mendes Norton de Matos                                 |          | 27. März 1951 –14. März 1956         | Ministro Plenipotenciário, am 2. April 1951 akkreditiert                                                                                   |
| Carlos Pericão de Almeida                                                       |          | 15. März 1956 –6. Mai 1956           | Übergangs-Geschäftsträger |
| José do Sacramento Xara Brasil Rodrigues                                        |          | 6. Mai 1956 –16. August 1964         | Ministro Plenipotenciário, am 16. Mai 1956 akkreditiert, mit der Erhebung der Legation zur vollen Botschaft am 29. August 1957 Botschafter |
| António Telo Moreira de Almeida Magalhães Colaço                                |          | 17. August 1964 –22. Januar 1965     | Übergangs-Geschäftsträger |
| António Pinto de Mesquita de Melo Mexia e Vasconcelos                           |          | 22. Januar 1965 –2. Mai 1968         | Botschafter |
| António Cabral de Moncada                                                       |          | 2. Mai 1968 –13. November 1968       | Übergangs-Geschäftsträger |
| Martim Machado de Faria e Maia Júnior                                           |          | 13. November 1968 –18. Dezember 1974 | Botschafter, am 28. November 1968 akkreditiert                                                                                             |
| Carlos Alberto Empis Wemans                                                     |          | 14. Januar 1975 –9. Juni 1977        | Botschafter, am 29. Januar 1975 akkreditiert                                                                                               |
| Fernando José Reino                                                             |          | 10. Juni 1977 –30. März 1930         | Botschafter, am 21. Juni 1977 akkreditiert                                                                                                 |
| António Cabrita Matias                                                          |          | 28. April 1980 –1. Juni 1983         | Botschafter, am 6. Mai 1980 akkreditiert                                                                                                   |
| Maria Josefina Fronza dos Reis Carvalho                                         |          | 1. Juni 1983 –9. August 1983         | Übergangs-Geschäftsträgerin |
| Sérgio Manuel dos Reis e Sousa                                                  |          | 10. August 1983 –1. April 1984       | Übergangs-Geschäftsträger |
| João Nuno Perestrello Botelheiro Cavaco                                         |          | 2. April 1984 –29. März 1985         | Botschafter, 8. Mai 1984 akkreditiert |
| Sérgio Manuel dos Reis e Sousa                                                  |          | 30. März 1985 –19. Mai 1986          | Übergangs-Geschäftsträger |
| Luís José de Oliveira Nunes                                                     |          | 20. Mai 1986 –26. September 1990     | Botschafter, am 3. Juni 1986 akkreditiert                                                                                                  |
| Roberto Nuno de Oliveira e Silva Pereira de Sousa                               |          | 9. Februar 1991 –16. Juni 1994       | Botschafter, am 15. Februar 1991 akkreditiert                                                                                              |
| Afonso de Castro de Sá Pereira e Vasconcelos                                    |          | 28. Juni 1994 –26. September 1997    | Botschafter, am 25. August 1994 akkreditiert                                                                                               |
| Joaquim Rafael Caimoto Duarte                                                   |          | 11. November 1997 –6. Februar 2001   | Botschafter, am 13. November 1997 akkreditiert                                                                                             |
| Manuel António Pacheco Jorge Barreiros                                          |          | 7. Februar 2001 –26. August 2006     | Botschafter |
| João António da Silveira de Lima Pimentel                                       |          | 20. November 2006 –22. Dezember 2012 | Botschafter |
| António Gomes Samuel                                                            |          | 18. Januar 2013 –15. Februar 2013    | Übergangs-Geschäftsträger |
| Maria Clara Nunes Pinto Capelo Ramos Nunes dos Santos                           |          | Februar 2013 –31. August 2017        | Übergangs-Geschäftsträgerin, am 19. April 2013 akkreditiert                                                                                |
| Maria António Manuel do Amaral Quinteiro Lopes Nobre                            |          | seit 19. Oktober 2017                | Botschafter |